# René Higuita
José René Higuita Zapata (ur. 28 sierpnia 1966 w Medellin) – piłkarz kolumbijski grający na pozycji bramkarza. Nosi przydomek „El Loco” („Wariat”).

## Życiorys
Higuita wychowywał się w biednej dzielnicy slumsów, Castilla w mieście Medellin. Formalnie powinien nazywać się René Zapata, jednak ojciec Jorge opuścił rodzinę po narodzinach René i syn został wychowany tylko przez matkę Marię, po której nosi nazwisko.

### Kariera klubowa
Higuita jak nastolatek występował w drużynie U-16 regionu Antioquia. W 1981 roku trafił do Atletico Nacional Medellin, który za ten transfer zapłacił René 16 tysięcy peso (10 dolarów). W drużynie juniorów uczył się bramkarskiego fachu, a w 1985 roku został wypożyczony do Millonarios FC, w barwach którego w wieku 19 lat zadebiutował w lidze. Rok później wrócił do Atletico Nacional i spotkał tu po raz pierwszy trenera Maturanę. W końcu stał się pierwszym bramkarzem zespołu, a w 1989 roku miał duży udział w osiągnięciu największego sukcesu w historii klubu, zdobycia Copa Libertadores. Był jednym z bohaterów obu finałowych meczów z paragwajską Olimpią Asuncion, a zwłaszcza w rewanżu w Bogocie, gdy obronił strzały z rzutów karnych zawodników Olimpii. Z Nacionalem w 1991 roku Higuita wywalczył swoje pierwsze mistrzostwo Kolumbii, a w 1992 roku opuścił klub.
Higuita trafił do klubu hiszpańskiej Segunda División, Realu Valladolid. Tam rozegrał 15 meczów w lidze, jednak z czasem po paru błędach stracił miejsce w składzie Valladolidu i wrócił do ojczyzny.
Higuita po powrocie trafił jednak do więzienia, gdyż oskarżono go o udział w porwaniu zorganizowanym przez kartel narkotykowy. Działał wówczas w sprawie pomiędzy dwoma baronami Pablem Escobarem oraz Carlosem Moliną, gdy uczestniczył w uprowadzeniu córki tego drugiego. Za pomoc w dostarczeniu okupu René otrzymał 64 tysiące dolarów. Został skazany na 7 miesięcy pozbawienia wolności, przez co nie pojechał na Mistrzostwa Świata w USA.
René po powrocie do ojczyzny ponownie został graczem Atletico Nacional, z którym w sezonie 1994 został po raz drugi mistrzem kraju. W 1995 roku dotarł z tym klubem do finału Copa Libertadores i wystąpił w obu meczach z brazylijskim Grêmio Porto Alegre (1:3, 1:1). Wcześniej wsławił się swoją postawą w półfinale z River Plate, gdy w pierwszym meczu zdobył gola z rzutu wolnego, a w rewanżu w serii rzutów karnych obronił decydujący strzał jednego z piłkarzy River.
Na sezon 1997/1998 Higuita przeszedł do meksykańskiego CD Veracruz. W pierwszym sezonie gry w tym klubie zajął 13. miejsce w Primera División de México. Rok później zdobył 2 gole w lidze, jednak Veracruz spadło z ligi, a sam René wrócił do Medellin. W 1999 roku wspomógł Atletico Nacional w udanej walce o mistrzostwo kraju, a rok później zajął z tym klubem 5. miejsce w Apertura i 7. w Finalización. W 2001 roku przeszedł do Atletico Junior Barranquilla, jednak i z tym klubem nie odniósł znaczącego sukcesu w lidze, a do tego nie miał pewnego miejsca w składzie. W 2002 roku Higuita grał w Deportivo Pereira, potem przez rok pozostawał bez przynależności klubowej, a w 2004 roku wznowił karierę w ekwadorskim Aucas Quito, jednak 23 listopada został zdyskwalifikowany za zażywanie kokainy. W 2005 roku wrócił do futbolu i przez rok grał w klubie Bajo Cauca, a po sezonie zakończył karierę. Wznowił ją w roku 2007, podpisując kontrakt z wenezuelskim klubem Guaros de Lara.

### Kariera reprezentacyjna
W 1985 roku Higuita był pierwszym bramkarzem młodzieżowej reprezentacji Kolumbii U-20 na Młodzieżowe Mistrzostwa Świata w ZSRR. Dotarł z Kolumbią do ćwierćfinału, jednak ulegli oni Brazylii aż 0:6.
W pierwszej reprezentacji Kolumbii Higuita zadebiutował 11 czerwca 1987 roku w wygranym 1:0 meczu z Ekwadorem. Zaraz potem został powołany przez Francisco Maturanę na turniej Copa América 1987, na którym zagrał w 4 meczach i zajął 3. miejsce. 19 maja 1988 roku zdobył swojego pierwszego gola w kadrze, a Kolumbia wygrała w sparingu 3:1 z Finlandią. W 1989 roku ponownie był w kadrze na Copa América, ale odpadł z Kolumbią już w fazie grupowej. W wygranym 4:2 grupowym meczu z Wenezuelą zdobył gola z rzutu wolnego.
W 1990 roku Higuita został pierwszym bramkarzem na Mistrzostwach Świata we Włoszech. Wystąpił w pierwszym składzie we wszystkich meczach: z ZEA (2:0), Jugosławią (0:1), RFN (1:1) oraz meczu 1/8 finału z Kamerunem (1:2 po dogrywce). Po tym ostatnim uznano go winnym porażki, gdy dryblując poza własnym polem karnym stracił piłkę na rzecz Rogera Milli, który zdobył gola strzałem do pustej bramki.
W 1991 oraz 1995 roku ponownie wystąpił w Copa América. Na pierwszym z nich zagrał w 7 meczach i zajął z Kolumbią 4. miejsce, a 4 lata później rozegrał 6 meczów, a z Kolumbią zajął 3. miejsce.
W dniu 6 września 1995 roku, Higuita zasłynął w towarzyskim meczu z Anglią (0:0), gdy strzał Jamie Redknappa zablokował tzw. kopnięciem skorpiona (Scorpion kick). Higuita odbił piłkę nogami znajdującymi się nad jego głową.
Karierę reprezentacyjną Kolumbijczyk zakończył w 1999 roku, podczas Copa América 1999. 7 lipca wystąpił w meczu z Ekwadorem, wygranym 2:1 (Kolumbia dotarła do ćwierćfinału). Ogółem w reprezentacji Kolumbii René Higuita wystąpił w 68 meczach i zdobył 3 bramki.

## Pozostałe informacje
- Największym przyjacielem Higuity wśród piłkarzy był Diego Maradona.
- Higuita jest jednym z najskuteczniejszych bramkarzy świata po Rogerio Cenim, Jose Luisie Chilavercie oraz Dimityrze Iwankowie. W swojej karierze zdobył łączne 44 bramki[1].
- W 2005 roku Higuita wystąpił w reality show pt. La isla de los famosos: Una aventura pirata („Wyspa Sławy: Przygoda Piratów”), podobnym do innego show Survivor.
- Higuita opanował i upowszechnił nietypowe kopnięcie piłki zwane kopnięciem skorpiona.